# Kerry Group
Kerry Group plc er en irsk fødevarevirksomhed, der har over 18.000 fødevareprodukter, som sælges til kunder i over 140 lande.
Kerry blev etableret i 1972 i Listowel, County Kerry. I 1986 fik virksomheden en ny selskabsstruktur og blev et plc.